# 阿内加达海峡
阿内加达海峡（英語：Anegada Passage）是中美洲加勒比地区的海峡，连接加勒比海和北大西洋，分隔西面的英属维尔京群岛和东面的松布雷罗岛（由英国海外领土安圭拉管轄），长200公里，宽65公里，平均深度2,300米。
该海峡由多个海盆和海脊组成。